# Carduus argentatus
Carduus argentatus ist eine Pflanzenart aus der Gattung Ringdisteln (Carduus) in der Familie der Korbblütler (Asteraceae).

## Beschreibung

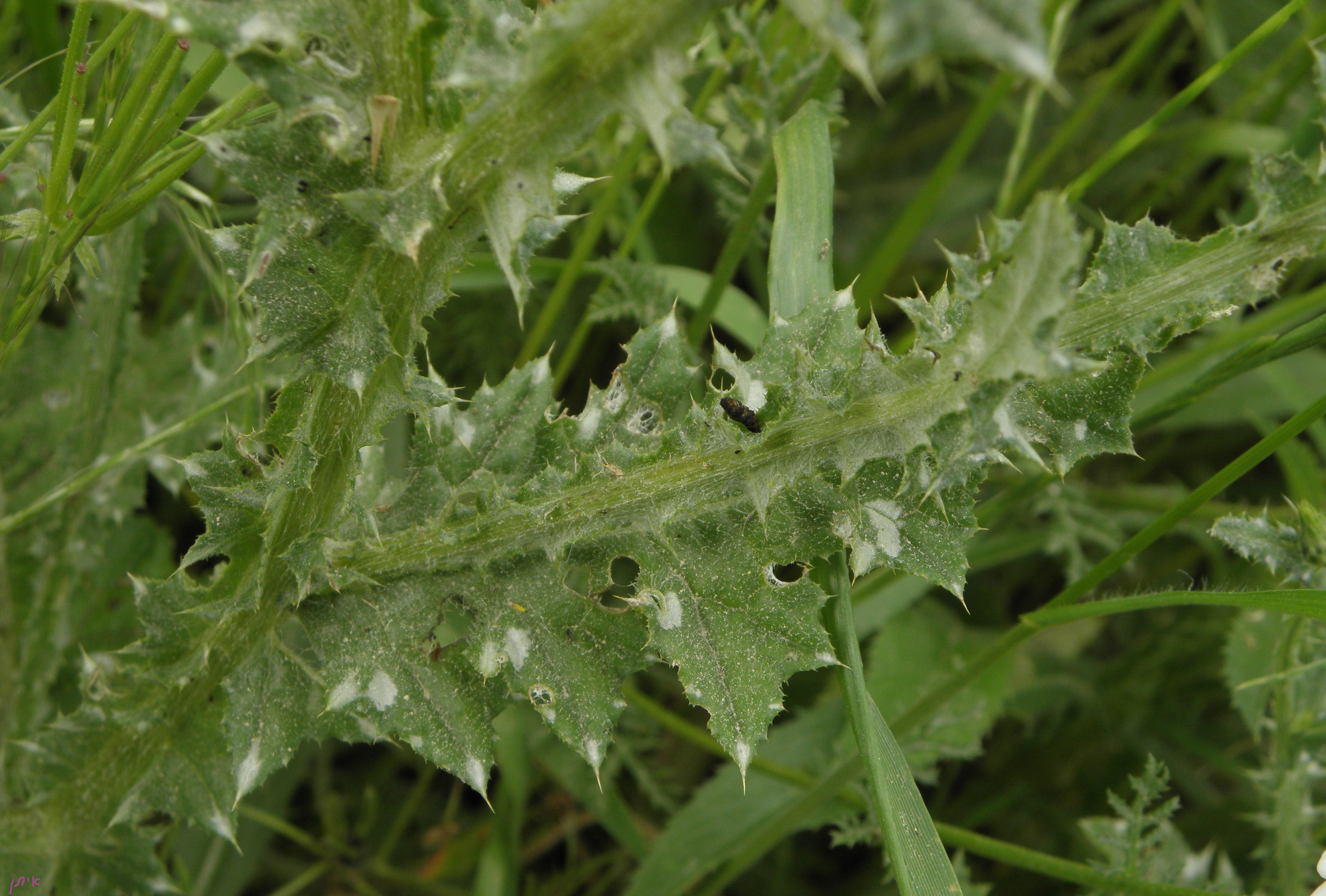
Laubblatt

### Vegetative Merkmale
Carduus argentatus ist eine einjährige krautige Pflanze, die Wuchshöhen von 20 bis 60, selten bis 100 Zentimetern erreicht. Der Stängel ist sehr schmal geflügelt. Die Flügel sind gebuchtet bis gelappt und weisen gerundete Lappen auf, an deren Spitze sich ein bis zu 2 Millimeter langer Dorn befindet.

### Generative Merkmale
Auf einem ungeflügelten und oft verlängerten Blütenstandsschaft befinden sich einzeln die körbchenförmigen Blütenstände. Die äußeren und mittleren Hüllblätter sind nach oben hin mehr oder weniger plötzlich verschmälert und enden in einem linealisch-pfriemlichen, deutlichen Anhängsel ohne verdickten Rand. Die Blütenkrone ist purpurfarben.
Die Blütezeit reicht von März bis Juni.

## Ökologie
Carduus argentatus ist ein Schaft-Therophyt.

## Vorkommen
Carduus argentatus kommt im östlichen Mittelmeerraum vor von Griechenland, Nordmazedonien, den Inseln der Ägäis, der Türkei, Syrien, Libanon, Jordanien, Israel und Ägypten. Carduus argentatus wächst in Schluchten und felsiger Phrygana. Auf Kreta ist sie in Höhenlagen bis zu 1400 Meter zu finden.

## Taxonomie
Die Erstveröffentlichung von Carduus argentatus erfolgte 1771 durch Carl von Linné in Mantissa Plantarum Altera. Generum Editionis VI et Specierum Editionis II, Holmiae, Stockholm. Seite 280.

## Belege
1. 1 2 3 4 5  
Ralf Jahn, Peter Schönfelder: Exkursionsflora für Kreta. Mit Beiträgen von Alfred Mayer und Martin Scheuerer. Eugen Ulmer, Stuttgart (Hohenheim) 1995, ISBN 3-8001-3478-0, S. 321–322.
2. 1 2  
Werner Greuter (2006+): Compositae (pro parte majore). In: Werner Greuter, E. von Raab-Straube (Hrsg.): Compositae. Datenblatt Carduus argentatus In: Euro+Med Plantbase - the information resource for Euro-Mediterranean plant diversity.